# Turbinicarpus

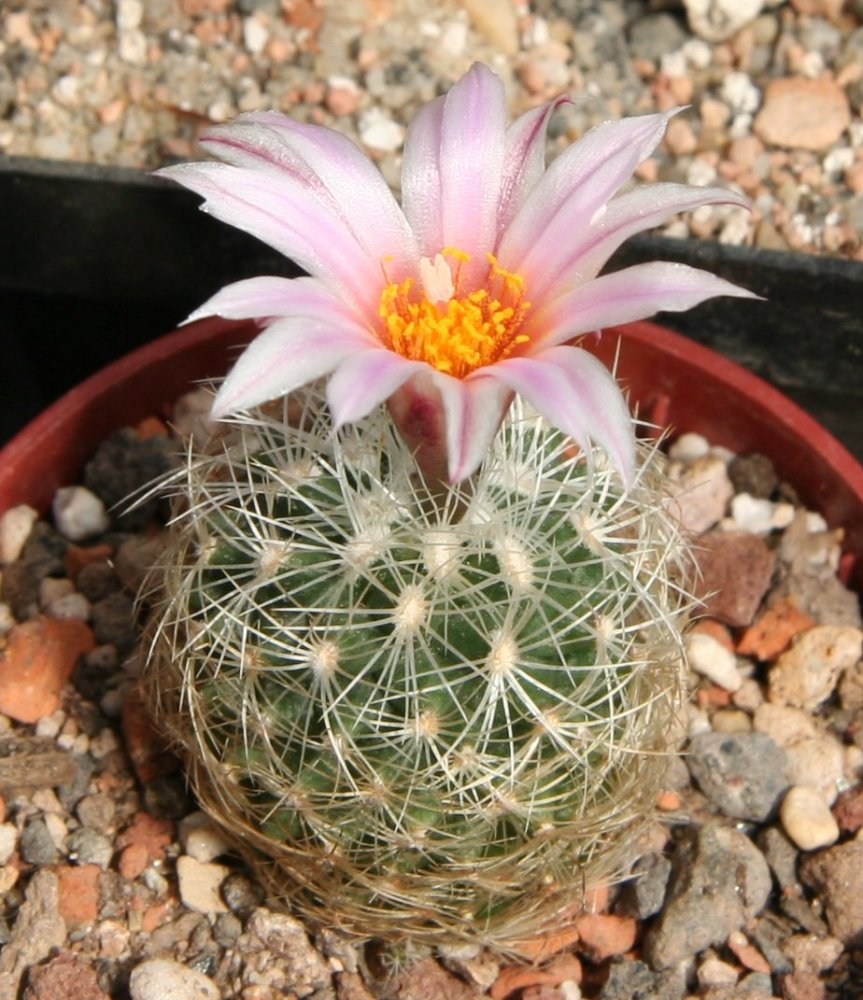
Turbinicarpus knuthianus

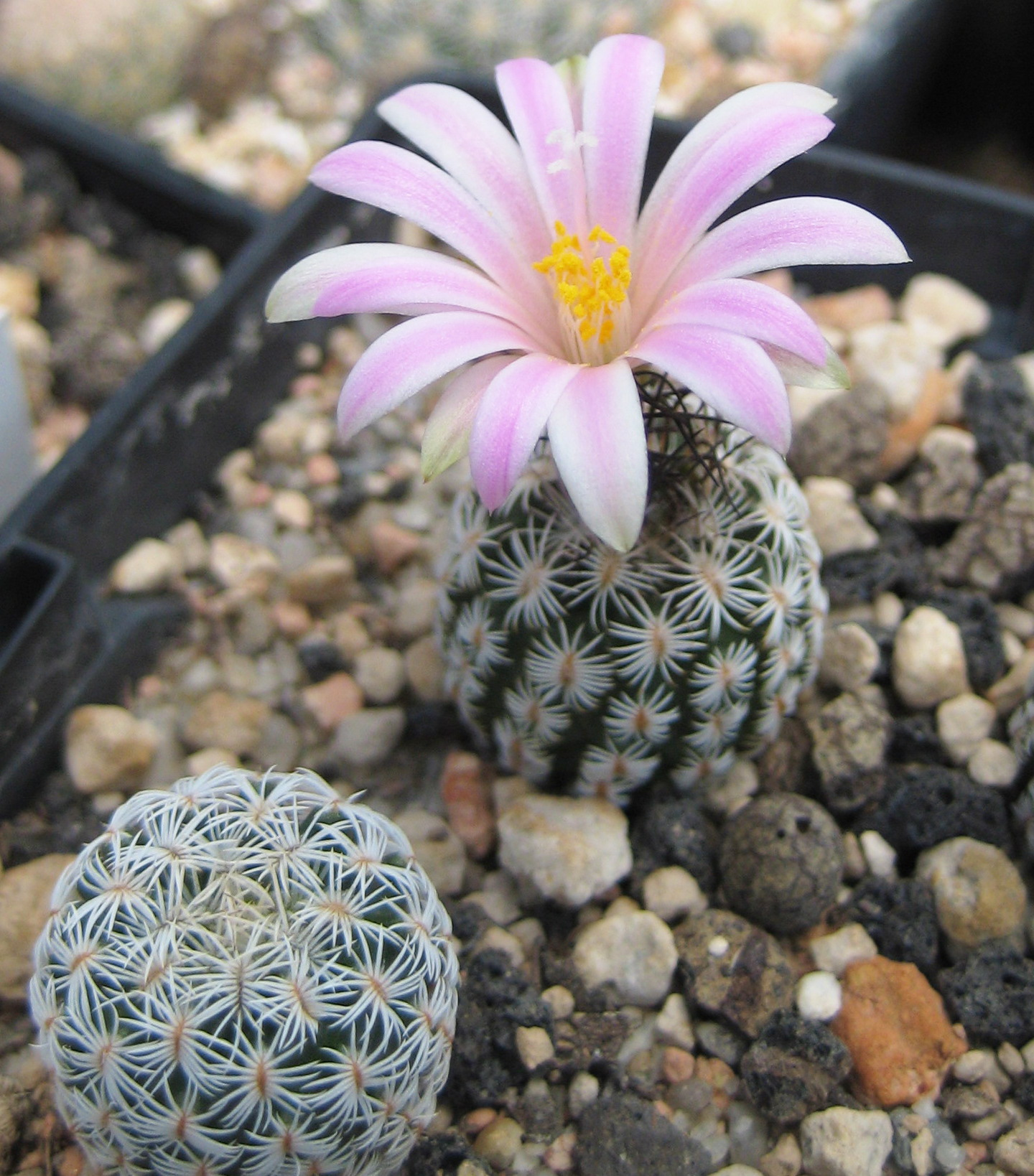
Turbinicarpus pseudomacrochele

Turbinicarpus (Backeb.) Buxb. & Backeb. – rodzaj sukulentów z rodziny kaktusowatych (Cactaceae).

## Systematyka
Rodzaj Turbinicarpus jest czasem włączany do rodzaju Neolloydia.
Synonimy
Gymnocactus Backeb., Gymnocactus John & Riha (nom. inval.), Rapicactus Buxb. & Oehme.
Pozycja systematyczna według APweb (aktualizowany system APG III z 2009)
Należy do rodziny kaktusowatych (Cactaceae) Juss., która jest jednym z kladów w obrębie rzędu goździkowców (Caryophyllales) i klasy roślin okrytonasiennych. W obrębie kaktusowatych należy do plemienia Cacteae, podrodziny Cactoideae.
Pozycja w systemie Reveala (1993-1999)
Gromada okrytonasienne (Magnoliophyta Cronquist), podgromada Magnoliophytina Frohne & U. Jensen ex Reveal, klasa Rosopsida Batsch, podklasa goździkowe (Caryophyllidae Takht.), nadrząd Caryophyllanae Takht., rząd goździkowce (Caryophyllales Perleb), podrząd Cactineae Bessey in C.K. Adams, rodzina kaktusowate (Cactaceae Juss.), rodzaj Turbinicarpus (Backeb.) Buxb. & Backeb.
Gatunki
- Turbinicarpus alonsoi Glass & S. Arias
- Turbinicarpus beguinii (N.P. Taylor) Mosco & Zanovello
- Turbinicarpus booleanus G.S. Hinton
- Turbinicarpus dickisoniae (Glass & R.A. Foster) Glass & A. Hofer
- Turbinicarpus gielsdorfianus (Werderm.) John & Riha
- Turbinicarpus hoferi Lüthy & A.B. Lau
- Turbinicarpus horripilus (Lem.) John & Riha
- Turbinicarpus jauernigii G. Frank
- Turbinicarpus laui Glass & R.A. Foster
- Turbinicarpus lophophoroides Werderm.) Buxb. & Backeb.
- Turbinicarpus mandragora (Frić ex A. Berger) Zimmerman
- Turbinicarpus ×mombergeri Riha
- Turbinicarpus pseudomacrochele (Backeb.) Buxb. & Backeb.
- Turbinicarpus pseudopectinatus (Backeb.) Glass & R.A. Foster
- Turbinicarpus roseiflorus Backeb.
- Turbinicarpus saueri (Boed.) John & Riha
- Turbinicarpus schmiedickeanus (Boed.) Buxb. & Backeb.
- Turbinicarpus subterraneus (Backeb.) A.D. Zimmerman
- Turbinicarpus swobodae Diers & Esteves
- Turbinicarpus valdezianus (Møller) Glass & R.A. Foster
- Turbinicarpus viereckii (Werderm.) John & Riha
- Turbinicarpus zaragozae (Glass & R.A. Foster) Glass & Hofer